# David Williams (Musiker)

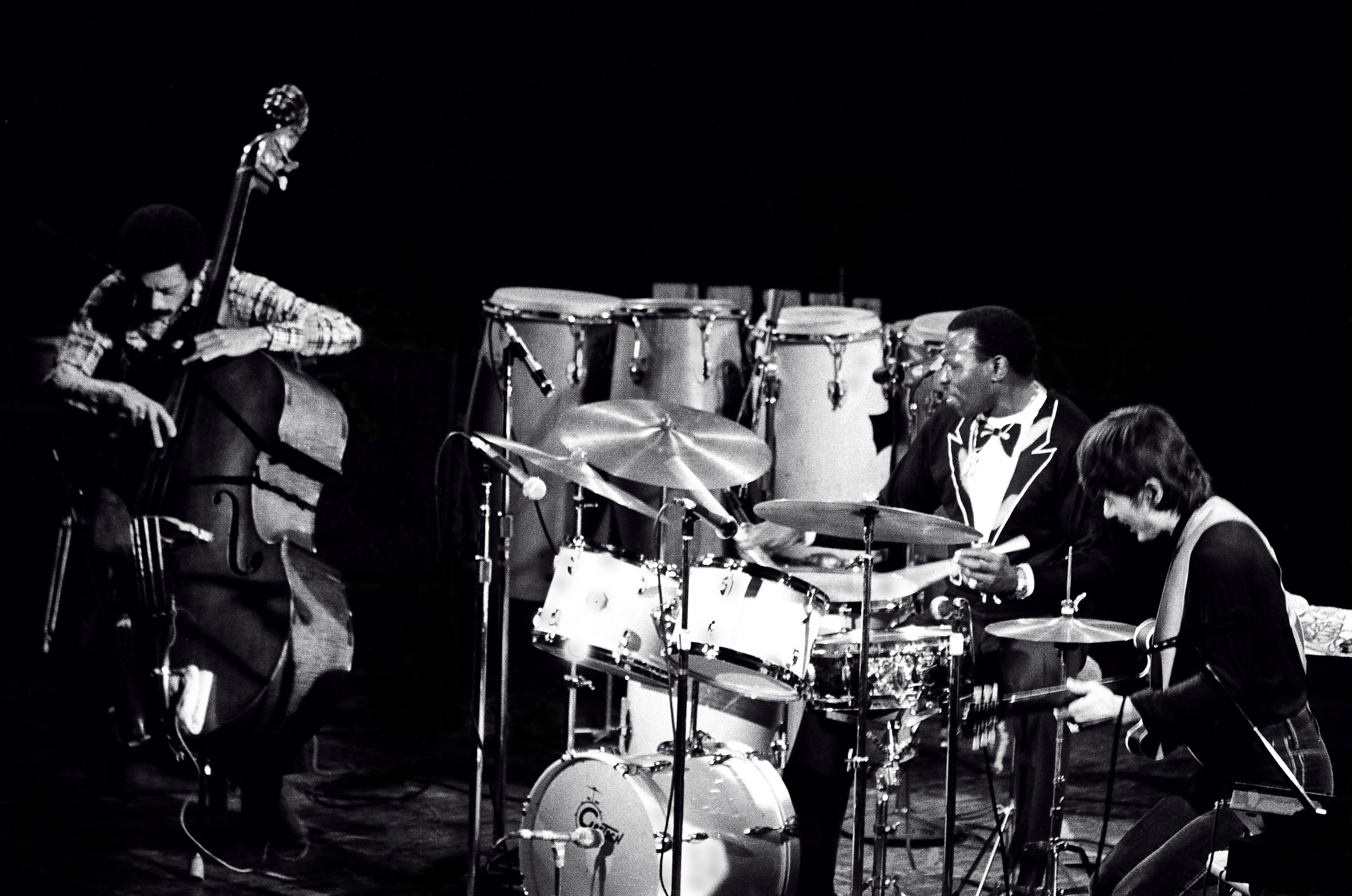
David Williams, Elvin Jones und Ryō Kawasaki; 1969

David „Happy“ Williams (* 17. September 1946 in Woodbrook, Trinidad) ist ein US-amerikanischer Jazz-Bassist.

## Leben und Wirken
Williams ist der Sohn des Calypso-Musikers John „Buddy“ Williams und interessierte sich bereits als Kind für Musik. Im Alter von fünf Jahren begann er mit dem Klavierspiel; er wechselte mit sechs Jahren zur Violine und bereits mit zwölf Jahren zum Kontrabass. Als seine Schwester ein Stipendium für ein Klavierstudium in London erhielt, begleitete er sie und studierte Bass am London College of Music.
1969 kam er nach New York, wo er bald seinen Lehrer Ron Carter kennenlernte. Auf dessen Empfehlung arbeitete er mit Gap und Chuck Mangione und wurde für zwei Jahre Bassist der Band von Roberta Flack in Washington. Nach seiner Rückkehr nach New York arbeitete er u. a. mit The Voices of East Harlem und Donald Byrd & the Blackbyrds, mit denen er später seine erste Goldene Schallplatte erhielt. In dieser Zeit trat er erstmals mit Cedar Walton auf, daneben auch mit Musikern wie George Coleman, Roy Haynes, Billy Taylor, Junior Cook, George Adams und Don Pullen. Zudem war er Partner von Ornette Coleman, bevor er zwei Jahre lang bei Elvin Jones spielte.
1976 übersiedelte er nach Los Angeles, wo er etwa zwanzig Alben mit Disco-, Funk-, Fusion- und Popgruppen aufnahm. Zu seinen Partnern gehörten u. a. Herb Alpert, Hugh Masekela, David Benoit, Jermaine Jackson und Liberace. Für den Disco-Hit Le Spank erhielt er seine zweite Goldene Schallplatte. Mit Soul is Free erschien 1979 sein erstes Album als Bandleader. Eine seiner Kompositionen daraus verwendete Eddie Murphy in seinem Film Trading Places.
Nachdem er zwei Jahre mit Art Pepper gearbeitet hatte, kehrte er 1982 nach New York zurück. Als kurz danach Cedar Waltons Bassist Sam Jones starb, wurde er neben Billy Higgins Mitglied in dessen Trio, mit dem er 1987 das Album Upfront aufnahm, außerdem bildete er mit Walton unter Vincent Herring das Trio Eastern Rebellion. Daneben arbeitete er mit zahlreichen anderen Musikern wie Jackie McLean, Woody Shaw, Bobby Hutcherson, Stan Getz, Kenny Barron, Monty Alexander, Leon Thomas, Frank Morgan, Hank Jones, Charles McPherson, Larry Willis, George Cables, Abdullah Ibrahim, David Newman, Sonny Fortune, Louis Hayes, Clifford Jordan, Abbey Lincoln, Ernestine Anderson und Kathleen Battle.
Williams trat auch in mehreren Fernsehshows wie The Today Show, Soul Train and Merv Griffin, bei Johnny Carson und Dick Cavett auf. Seine Diskographie umfasst inzwischen mehr als zweihundert Alben, und er trat in zahlreichen Ländern der Welt auf.
Seit 2000 komponiert er auch Calypso-Titel: Der erste Erfolg war Happy's Story (war ihm den Beinamen David Happy Williams einbrachte), 2001 folgte das Album Ping Pong Obsession. Daneben wirkte er an Vanessa Rubins Album Girl Talk und 2002 am Album I Wish You Love der Manhattan-Transfer-Sängerin Janis Siegel mit.

## Diskographische Hinweise
- Soul is Free (AVI Records, 1978)
- Cedar Walton, David Williams, Billy Higgins Up Front (Timeless, 1986)
- Cedar Walton & David Williams Off Minor (Red, 1990) [später als Duo]
- Rhythm of the Street (Rots Records, 2000)
- Ping Pong Obsession (Rots Records, 2001)
- The Prize (Rots Records, 2002)
- The Spirit (Rots Records, 2003)
- Reid, Wright and Be Happy (Sanch, 2003)
- The Message (Rots Records, 2004)
- Move Your Furniture (Rots Records, 2004)
- The Licentious Hour (Rots Records, 2005)
- Feel the Passion (featuring Frankie McIntosh; 2010)
- Peter Leitch, John Hicks, David Williams, Billy Higgins: California Concert (Jazz House 2013)